# Hiperoksaluria
Hiperoksaluria – stan chorobowy charakteryzujący się nadmiernie, przewlekle zwiększonym wydalaniem szczawianu z moczem (powyżej 40 mg/dobę, >0,5 mmol/1,73 m²/24h u dorosłych i u dzieci powyżej 2. roku życia).

## Przyczyny
- pierwotne (genetycznie uwarunkowane)
  - hiperoksaluria pierwotna typu I[1]
  - hiperoksaluria pierwotna typu II[2]
- wtórne
  - przyczyny jelitowe (nadmierne wchłanianie w jelitach)
    - przewlekłe choroby jelit
      - mukowiscydoza
      - choroba Crohna

    - dieta niskowapniowa (ograniczenie wapnia w diecie skutkuje wzmożonym wchłanianiem szczawianów z przewodu pokarmowego i hiperoksalurią oraz jest czynnikiem ryzyka rozwoju osteoporozy)
    - zaburzenia naturalnej flory bakteryjnej jelit (bakterii degradujących szczawiany w przewodzie pokarmowym np. Oxalobacter formigenes)

  - przyczyny pokarmowe (nadmierne spożycie)

## Następstwa
Hiperoksaluria może prowadzić do nawracającej kamicy moczowej lub postępującej nefrokalcynozy (wapnicy nerek).

## Leczenie
- duża podaż płynów (>2 l/dobę)
- alkalizacja moczu (np.za pomocą leków zawierających cytryniany), która powoduje zwiększone wydalanie cytrynianu (cytrynian jest inhibitorem procesu krystalizacji szczawianu wapnia - helatuje jony wapnia)
- dieta z ograniczeniem soli (NaCl), która powoduje zmniejszenie wydalania =promotora procesu krystalizacji - wapnia
- dieta zmniejszająca spożycie szczawianów